# Château de Grandval (Neuville-au-Plain)
Pour l’article homonyme, voir Château de Grandval.
Le château de Grandval est une demeure, du 2e quart du XVIIIe siècle, qui se dresse sur le territoire de la commune française de Neuville-au-Plain dans le département de la Manche, en région Normandie. L'édifice est partiellement inscrit au titre des monuments historiques.

## Localisation
Le château de Grandval est situé à proximité de l'église Sainte-Marguerite de Neuville-au-Plain, dans le département français de la Manche.

## Historique
Le château de Granval est édifié, avant 1746 à l'emplacement d'un ancien manoir qui était encore habité en 1729, par un fils de Charles Claude Andrey de Fontenay. 
Rose Chrétienne Éléonore Bernard d'Aubigny apportera le château en dot à son époux Anthenor Guillaume Julie Hüe de Caligny (1749-1783). Le couple verra deux de ses enfants tués sur les champs de bataille napoléoniens, et leur fille Rose Julie Hüe de Caligny, épousera, en 1808, Michel Bauquet de Grandval,.

## Description
Le château de Grandval, construit entre 1729 et 1746, probablement sur un bâtiment plus ancien, se présente sous la forme d'un corps de logis haut d'un étage sur rez-de-chaussée, avec un avant-corps central à pilastres d'arêtes, précédé d'un perron, et à l'étage un balcon en fer forgé soutenu par des consoles encadrant la porte.

## Protection
Le château avec son décor intérieur ; les communs ; le parc avec ses murs ; le potager avec ses douves ; la cour d'honneur avec ses murs de clôture, sont inscrits au titre des monuments historiques par arrêté du 6 septembre 1993.